# Eduardo Gámez
Eduardo Manuel Gámez (30 de mayo de 1991, Ciudad de México, México) es un futbolista mexicano que juega como defensa en Pumas Morelos. Debutó en el Club Universidad Nacional de la Primera División Mexicana el 31 de julio de 2011 en un Morelia 0-1 Pumas sustituyendo a Javier Cortés en el minuto 85. 

## Clubes
| Club             | País   | Año           |
| ---------------- | ------ | ------------- |
| Pumas UNAM       | México | 2011-2012     |
| Pumas Morelos    | México | 2012-2013     |
| Lobos de la BUAP | México | 2013-Presente |

## Palmarés
| Temporada | Equipo | Título          |
| --------- | ------ | --------------- |
| 2011      | UNAM   | Torneo Clausura |